# Kappa
Kappa — італійський виробник спортивного одягу заснований 1916 року. Є всесвітнім постачальником футбольної екіпіровки. Штаб-квартира компанії розміщена в Турині.

## Історія компанії
Компанія була заснована 1916 року у під назвою Società Anonima Calzificio Torinese, згодом відома як M.C.T. Первісною продукцією компанії були шкарпетки і нижня білизна. В 1960-х роках бренд Aquilla, під яким виступала компанія, був змінений на Kappa. У 60-х роках продукція фірми була перейменована в М. С. Т. і стала продаватися під брендом Карра. Компанія розширила свій асортимент і слідуючи тенденціям моди, стала випускати одяг в стилі «унісекс». Вона швидко завоювала популярність у споживачів, завдяки винятковій якості натуральних матеріалів і модним тенденціям. Орієнтована на молодь лінійка під торговими марками «Robe di Kappa» і «Jesus Jeans», завдяки рекламі фотографа Олів'єро Тоскані, незабаром стала дуже популярною і принесла компанії нечуваний прибуток. Новою віхою в історії компанії стали 70-ті — рішення випускати товари для спорту.

## Логотип
Логотипом компанії є силуети оголених чоловіка та жінки, що сидять один до одного спиною. Ідея використовувати таку емблему прийшла випадково. 1969-го року фотографи робили фотосесію екіпіровки для плавання. Фотограф випадково зняв сидячих спина до спини відпочиваючих хлопця і дівчину. Так як за ними розташовувався джерело світла, то на фотографії було видно лише їхні силуети. Фото так всім сподобалася, що стало основою для впізнаваної по всьому світу емблеми компанії.

## Специфіка
- Спортивний дизайн, який відповідає найсучаснішим світовим тенденціям;
- Виготовлення з натуральних матеріалів за додавання синтетичних компонентів, що пройшли попередню перевірку. Це допомагає створити одяг і взуття, які навіть при інтенсивному використанні не втрачають своїх властивостей тривалий час;
- Продукція гіпоалергенна;
- Застосування стійкого барвника, який не линяє навіть при взаємодії з сильними реагентами;
- Доступна вартість продукції що привертає увагу людей з різним матеріальним становищем.

## Футбольні команди, спонсором яких є «Kappa»
Початково компанія спонсорувала місцеву футбольну команду «Ювентус». Стильний, зручний одяг привернув увагу інших власників команд і незабаром Карра стала спонсором клубів «Мілан», «Рома», «Сампдорія». Незабаром цей стиль став завойовувати країни Європи і поширився по всьому світу.
Компанія успішно розвивається не тільки в сфері футболу, але і випускає одяг і зручне взуття для волейболу, баскетболу. Також є лінійка одягу для фехтування, гірських лиж, автогонок. Великий сегмент в продукції займають спортивні аксесуари і різне спорядження. Це рукавички, м'ячі, годинник, окуляри, спорядження для підводного плавання.
Зі збільшенням асортименту і зростанням компанії, частина виробничих потужностей була переведена в країни Південно-Східної Азії. Це Китай, В'єтнам, Малайзія, що значно здешевлює процес виробництва і допомагає протистояти найсильнішим конкурентам в світі спортивних товарів.

### Футбольні клубиЄвропи
- Сумгаїт
- Ширак
- Астон Вілла
- Портсмут
- Майнц 05
- Віборг
- Сёллерёд
- Реал Вальядолід
- Наполі
- Торіно
- Фіорентіна
- Емполі
- Аріс
- МЕАП
- Омонія
- Онісілос
- Сконто
- Дифферданж 03
- Утрехт
- Бранн
- Отопені
- Напредак
- Хонка
- Анже
- Лор'ян
- Мец
- Монако
- Орлеан
- Ред Стар
- Осієк
- Сутьєска
- Сьон
- Хаммарбю

### Футбольні клуби Азії
- Тадамон Сур
- Шабеб Аль-Джазіра
- Селангор
- Бангкок
- Шайнат
- Каласін
- Райнаві
- Ранонг
- Таї Хонда
- Пхохан Стілерс
- Джеф Юнайтед Ітіхара Тіба
- Токіо Верді
- Консадоле Саппоро

### Футбольні клуби Америки
- Атлетіко Акказуззо
- Атлетіко Нуева Чикаго
- Атланта
- Індепендьєнте Ривадавия
- Платенсе
- Сан-Мартін
- Санміенто
- Соціал
- Тигре
- Тіро Федераль
- Уніон Санхалес
- Уракан
- Феррокаріль Оесте
- Ціполетті
- Агуя ді Мараба
- Ріу-Бранку
- Союз
- ССА
- Університет Естасіо де Са
- Депортіво Перейра
- Гуамучіл
- Пуебла
- Тіхуана
- Олімпія (Асунсьйон)
- Серро Портеньо
- Монтевідео Вондерерс

### Футбольні клуби Африки
- Бежайа
- Сфакс

## Регбі
- Збірна Італії
- Збірна Уругваю
- Збірна Південної Кореї